# Stratocles soror
Stratocles soror är en insektsart som beskrevs av Ludwig Redtenbacher 1906. Stratocles soror ingår i släktet Stratocles och familjen Pseudophasmatidae. Inga underarter finns listade i Catalogue of Life.